# Lisa Erlandsdotter
Lisa Erlandsdotter Hallberg, född 1774, död 1854, svensk konstnär (bonadsmålare). 
Dotter till trädgårdsmästare Erland Hallberg och Anna Maria Kristoffersdotter och syster till Sven Erlandsson (1768–1853) och Katarina Erlandsdotter (1771–1848), även de konstnärer. Gift 1802 med Johannes Gunnarsson. Hon var särskilt känd för sina bröllops- och blomstermotiv. Hon levde och dog i Mårdaklev i dåvarande Älvsborgs län.    